# Haitianisch-salvadorianische Beziehungen
Die Haitianisch-salvadorianischen Beziehungen beschreiben das bilaterale Verhältnis zwischen der Republik Haiti einerseits und  der Republik El Salvador andererseits.
Beide Länder sind Mitglieder der Vereinten Nationen, der Organisation Amerikanischer Staaten und der 2011 gegründeten Gemeinschaft der Lateinamerikanischen und Karibischen Staaten (CELAC). 

## Geschichte und Stand
Haiti erlangte die Unabhängigkeit von der früheren Kolonialmacht Frankreich bereits im Jahr 1804, während El Salvador im Jahr 1838 die Zentralamerikanische Konföderation früherer Kolonien Spaniens verließ und staatlich unabhängig wurde.
Beide Länder unterhalten diplomatische Beziehungen, haben aber keine Auslandsvertretung in dem jeweils anderen Land. Die salvadorianische Botschaft in Santo Domingo, Dominikanische Republik, ist für die Beziehungen zu Haiti mit zuständig. Haitianische Staatsangehörige unterliegen bei der Einreise nach El Salvador der Visumspflicht.
El Salvador beteiligte sich an der im Juni 2004 eingerichteten und bis 2017 bestehenden Stabilisierungsmission der Vereinten Nationen in Haiti (MINUSTAH) mit Angehörigen der Streitkräfte (Blauhelmsoldaten) und bewaffneten Polizisten (United Nations Police; UNPOL).
Anfang des Jahres 2023 bot die Regierung von El Salvador Haiti an, zu der Bekämpfung der Bandenkriminalität im Land nachhaltig durch Entsendung von Polizeikräften beizutragen. Die Maßnahme konnte jedoch erst zwei Jahre später, Anfang 2025, im Rahmen der von den Vereinten Nationen unterstützten Mission Multinationale d’Appui à la Sécurité en Haïti greifen.